# Léa Kokoye

Léa Kokoye est une œuvre littéraire de la littérature haïtienne, écrite par Maurice Sixto. Ce livre, publié en 1969, est une compilation d'histoires courtes décrivant la vie quotidienne en Haïti à travers les aventures humoristiques et satiriques du personnage principal, Léa Kokoye.

## Idée de l'œuvre
Léa Kokoye  présente un ensemble de récits mettant en scène les situations hilarantes et souvent absurdes auxquelles est confronté Léa Kokoye, un personnage emblématique de la culture haïtienne. Léa, qui est une femme forte et audacieuse, se retrouve souvent dans des situations comiques, mais ses histoires servent également de critiques sociales et politiques.
Les récits de Léa Kokoye sont construits autour de la vie dans les villes et les zones rurales d'Haïti. Ces histoires soulignent les travers de la société haïtienne, son système politique complexe, les hiérarchies sociales, les superstitions et les traditions, mais sont narrées avec une touche d'humour et de dérision.

## Analyse et thèmes
Léa Kokoye met en évidence plusieurs thèmes importants de la littérature haïtienne. L'un des thèmes principaux est la satire sociale, dans laquelle Maurice Sixto utilise l'humour pour dénoncer et critiquer les problèmes sociaux, culturels et politiques de l'époque. Les récits de Léa Kokoye offrent une réflexion profonde sur la réalité haïtienne et mettent en lumière les inégalités et les contradictions de la société.
Le livre Léa Kokoye aborde également des thèmes tels que la quête d'identité, la résistance face à l'oppression et la force de la volonté individuelle. À travers le personnage de Léa, l'auteur explore les processus de transformation personnelle et la capacité de surmonter les obstacles de la vie.